# Експрес (хокейний клуб, Львів)
«Експрес» — український хокейний клуб з міста Львова. У сезоні 2008-2009 та 2009—2010 виступав у Чемпіонаті України з хокею.
Домашні ігри проводив на відкритій ковзанці Спортивно-розважального комплексу «Медик». 
Офіційні кольори клубу жовтий та блакитний.

## Історія
Хокейний клуб «Експрес» був створений у 2008 році, коли ХК «Львів» та ХК «ВІМ–Беркут» об'єдналися для участі в Чемпіонаті України з хокею 2008—2009. У сезоні 2008-2009 Федерація хокею України з метою популяризації гри вирішила об'єднати всі хокейні команди України в одній лізі, поділивши їх на три дивізіони. 
Спонсором ХК «Експрес» стала Львівська залізниця, яка й дала клубу назву. Головним тренером команди став Михайло Чіканцев.
Перед стартом Чемпіонаті України з хокею 2008—2009 ХК «Експрес» посилився 13–ма київськими гравцями, оскільки рівень більшості місцевих хокеїстів був недостатнім для чемпіонату України. Завданням на сезон у команди було просто «гідно виступити».
У свою чергу Федерація хокею України пішла назустріч ХК «Експрес», дозволивши проводити домашні матчі на відкритій ковзанці СРК «Медик». 
Через фінансові проблеми ХК «Експрес» у сезоні 2008—2009 знявся зі змагань у Плей-оф після Першого раунду, тож донецький «Донбас», який мав зустрітися з львів'янами пройшов в 1/4 фіналу без боротьби. 
У сезоні 2009—2010 ХК «Експрес» зайняв 3-є місце на Першому етапі у Дивізіоні С.
Перед початком сезону 2012—2013 ЗУАХЛ ХК «Експрес» об'єднався в одну команду з ХК «ВІМ-Беркут», та виступав під назвою ХК «Беркут-Експрес».

## Чемпіонат України з хокею

### Сезон 2008—2009
Чемпіонат України. Другий етап (Знявся зі змагання). 
| Підсумкова турнірна таблиця Західного дивізіону | Підсумкова турнірна таблиця Західного дивізіону | Підсумкова турнірна таблиця Західного дивізіону | Підсумкова турнірна таблиця Західного дивізіону | Підсумкова турнірна таблиця Західного дивізіону | Підсумкова турнірна таблиця Західного дивізіону | Підсумкова турнірна таблиця Західного дивізіону | Підсумкова турнірна таблиця Західного дивізіону | Підсумкова турнірна таблиця Західного дивізіону | Підсумкова турнірна таблиця Західного дивізіону | Підсумкова турнірна таблиця Західного дивізіону |
| М                                               | Команда                                         | І                                               | В                                               | ВО                                              | ПО                                              | П                                               | ЗШ                                              | ПШ                                              | +/-                                             | О                                               |
| ----------------------------------------------- | ----------------------------------------------- | ----------------------------------------------- | ----------------------------------------------- | ----------------------------------------------- | ----------------------------------------------- | ----------------------------------------------- | ----------------------------------------------- | ----------------------------------------------- | ----------------------------------------------- | ----------------------------------------------- |
| 1.                                              | ХК «Ватра» (Івано-Франківськ)                   | 16                                              | 8                                               | 0                                               | 1                                               | 7                                               | 103                                             | 121                                             | -18                                             | 25                                              |
| 2.                                              | ХК «Експрес» (Львів)                            | 16                                              | 7                                               | 1                                               | 0                                               | 8                                               | 113                                             | 145                                             | -32                                             | 23                                              |
| 3.                                              | ХК «Патріот» (Вінниця)                          | 14                                              | 3                                               | 0                                               | 0                                               | 11                                              | 72                                              | 139                                             | -67                                             | 9                                               |

#### Плей-оф
Перший раунд
«Експрес» (Львів) — «Патріот» Вінниця — 2:0 (13:8, 11:4)
Другий раунд
ХК «Експрес» знялась зі змагань, тож донецький «Донбас», який мав зустрітися з львів'янами пройшов в 1/4 фіналу без боротьби.

### Сезон 2009—2010
Чемпіонат України. Перший раунд 3-є місце у Дивізіоні С
| Підсумкова турнірна таблиця Дивізіону С | Підсумкова турнірна таблиця Дивізіону С | Підсумкова турнірна таблиця Дивізіону С | Підсумкова турнірна таблиця Дивізіону С | Підсумкова турнірна таблиця Дивізіону С | Підсумкова турнірна таблиця Дивізіону С | Підсумкова турнірна таблиця Дивізіону С | Підсумкова турнірна таблиця Дивізіону С | Підсумкова турнірна таблиця Дивізіону С | Підсумкова турнірна таблиця Дивізіону С | Підсумкова турнірна таблиця Дивізіону С |
| М                                       | Команда                                 | І                                       | В                                       | ВО                                      | ПО                                      | П                                       | ЗШ                                      | ПШ                                      | +/-                                     | О                                       |
| --------------------------------------- | --------------------------------------- | --------------------------------------- | --------------------------------------- | --------------------------------------- | --------------------------------------- | --------------------------------------- | --------------------------------------- | --------------------------------------- | --------------------------------------- | --------------------------------------- |
| 1.                                      | ХК «Ватра» (Івано-Франківськ)           | 10                                      | 9                                       | 0                                       | 0                                       | 1                                       | 25                                      | 15                                      | 20                                      | 27                                      |
| 2.                                      | ХК «Олімпія» (Калуш)                    | 10                                      | 6                                       | 0                                       | 0                                       | 4                                       | 53                                      | 27                                      | 26                                      | 18                                      |
| 3.                                      | ХК «Експрес» (Львів)                    | 10                                      | 6                                       | 0                                       | 0                                       | 4                                       | 44                                      | 21                                      | 23                                      | 18                                      |
| 4.                                      | ХК «Луцьк» (Луцьк)                      | 10                                      | 5                                       | 0                                       | 0                                       | 5                                       | 42                                      | 17                                      | 25                                      | 15                                      |
| 5.                                      | ХК «Явір» (Яворів)                      | 10                                      | 3                                       | 0                                       | 0                                       | 7                                       | 34                                      | 40                                      | -6                                      | 9                                       |
| 6.                                      | ХК «ВІМ-Беркут» (Львів)                 | 10                                      | 0                                       | 0                                       | 0                                       | 10                                      | 05                                      | 83                                      | -78                                     | 0                                       |

## Західноукраїнська аматорська хокейна ліга
- 2009—2010 — 1-е місце
- 2010—2011 — 2-е місце
- 2011—2012 — 4-е місце

## Досягнення
- — 1-е місце у Західноукраїнській аматорській хокейній лізі 2009—2010
- — 2-е місце у Західноукраїнській аматорській хокейній лізі 2010—2011

## Керівництво
- Президент — Володимир Чернега
- Головний тренер — Михайло Чіканцев